# Kapila
Kapila est considéré traditionnellement comme le fondateur du système philosophique Sāṃkhya, une des six écoles (Darshana) de la philosophie indienne astika. Selon certains, Kapila  aurait vécu en 550 avant notre ère. Rien n'indique toutefois qu'il soit un personnage historique. Il n'est pas, cependant, l'auteur du texte principalement chargé de donner à l'école sa définition philosophique: la Samkhya Karika de Ishvarakrishna (IVe siècle de notre ère).
La mention la plus ancienne d'un Kapila (mot qui signifiait « couleur fauve » dans le Rigveda) se trouve dans la Shvetashvatara Upanishad.
Le nom Kapila est fréquent. Vettam Mani distingue huit personnages mythiques portant ce nom dans les épopées et les Puranas.
Kapila, comme le sage Kanada (fondateur mythique de la philosophie hindoue Vaisheshika) sont l'un et l'autre appelés par leurs disciples : Tirthankara, « qui fait passer le gué », titre identique aux grands maîtres omniscients du jaïnisme .

## Kapila dans le Mahabharata
Kapila est mentionné par Krishna dans la Bhagavad Gita : « De tous les arbres Je suis l'arbre de banian, et des sages parmi les demi-dieux Je suis Narada. Des Gandharvas Je suis Citraratha, et parmi les êtres parfaits, je suis le sage Kapila. (10.26) »
Cette mention est l'identification de Kapila à Vishnou/Krishna la plus ancienne.
En dehors des nombreuses occurrences de Kapila comme fondateur du samkhya, Jacobsen distingue deux figures de Kapila dans le Mahabharata, l'une correspondant à l'ascétisme védique, l'autre reflétant les idéaux shramaniques. Le premier mythe raconte comment les 60 000 fils de Sagara, à la recherche du cheval de l'Ashvamedha qui était perdu, retrouvèrent celui-ci. Ayant ce faisant perturbé la méditation de Kapila, il se mit en colère et les réduisit en cendres par un simple regard. Le petit-fils de Sagara, Amshumat se rendit auprès de Kapila et lui ayant demandé respectueusement, il récupéra le cheval et le sacrifice put être achevé. Son petit fils, Bhagiratha, accomplit des austérités dans l'Himalaya, afin que la déesse Ganga (le gange) descende sur terre et purifie les cendres des 60000 fils de Sagara, permettant ainsi à ceux-ci d'aller au ciel.
Dans le second mythe, un sage nommé Kapila s'émeut pour une vache devant être sacrifiée selon les rites védiques, qualifiant ceux-ci de cruels. Un sage nommé Syumarashmi entra dans le corps de la vache et dialogua avec Kapila à propos des Védas. Kapila expliqua qu'il ne voulait pas critiquer les Védas, mais qu'entre les pratiques prescrites pour le rituel et celles pour le renoncement (sannyasa), il préférait les dernières. Le vrai brahmane est un renonçant libéré du désir, le savoir est la voie la plus haute, car elle libère du cercle des naissances (samsara), tandis que le sacrifice ne purifie que le corps.

## Kapila dans la littérature bouddhique
Le moine bouddhiste Buddhaghosa affirme que les Shakya auraient rencontré Kapila et construit la ville de Kapilavastu, nommée ainsi en son honneur (Kapilavastu veut dire « la résidence de Kapila »). Bouddha a vécu et a grandi à Kapilavastu durant les 29 premières années de sa vie. Bouddha partage de nombreuses similitudes avec Kapila, y compris l'accent mis sur la méditation comme technique pour éliminer la souffrance ; la croyance que les dieux védiques étaient soumis à des restrictions et des conditions, et une aversion envers les préceptes rituels et brahmaniques.

## Kapila dans la littérature jaïne
Le chapitre (adhyaya 8) de l’Uttaradhyayanasutra est attribué à un Kapila. Celui-ci y prêche l’ascétisme, le renoncement aux plaisirs, la non-violence et le célibat. Selon le commentaire de Shanti Suri, il aurait atteint l’illumination quand, un roi lui ayant proposé de lui donner ce qu’il voudrait, il aurait réalisé : « Plus on reçoit, plus on veut ».